# Csóka (Románia)
Csóka románul: Stârcu, falu Romániában, Erdélyben, Kolozs megyében.

## Fekvése
Mezőcsán (Ceanu Mare) mellett fekvő település.

## Története
Csóka korábban Mezőcsán része volt. 1956-ban vált külön településsé 196 lakossal. 1966-ban 196, 1977-ben 120, 1992-ben 17, a 2002-es népszámláláskor 9 román lakosa volt.